# The Rocker
The Rocker is een Amerikaanse komische muziekfilm uit 2008 van Peter Cattaneo met in de hoofdrollen onder meer Rainn Wilson en Josh Gad.

## Verhaal
Twintig jaar geleden was "Fish" (Rainn Wilson) drummer bij Vesuvius, een band uit Cleveland (Ohio), maar hij werd eruit gezet omdat een geïnteresseerde platenmaatschappij de band alleen zonder hem een contract wilde geven. Vesuvius is heel succesvol geworden, maar Fish leidt inmiddels een ongelukkig bestaan. Als hij weer eens zijn (troosteloze) baan verliest, trekt hij noodgedwongen in bij zijn zus (Jane Lynch). Diens zoon Matt (Josh Gad) speelt in het bandje A.D.D., samen met Curtis (Teddy Geiger) en Amelia (Emma Stone). Als hun drummer van school wordt verwijderd, vragen ze Fish om te drummen tijdens het eindfeest, wat uitloopt op een totale ramp.
Fish probeert het goed te maken door voor de band een optreden elders te regelen. Als zijn zus hem het huis uitgooit, huurt hij de kelder van zijn favoriete Chinese restaurant. De band oefent via iChat en omdat het in zijn nieuwe onderkomen erg warm is, doet Fish dit naakt. Beelden hiervan lekken uit en worden een hit op YouTube, waarna de dubieuze David (Jason Sudeikis) de band een contract aanbiedt. Ondertussen beginnen Fish en Curtis' moeder (Christina Applegate) gevoelens voor elkaar te krijgen.

## Rolverdeling
| Acteur              | Personage             | Opmerkingen                     |
| ------------------- | --------------------- | ------------------------------- |
| Rainn Wilson        | Robert "Fish" Fishman | drummer                         |
| Josh Gad            | Matt Gadman           | neefje van Fish, lid van A.D.D. |
| Teddy Geiger        | Curtis Powell         | lid van A.D.D.                  |
| Emma Stone          | Amelia Stone          | lid van A.D.D.                  |
| Christina Applegate | Kim Powell            | Curtis' moeder                  |
| Jason Sudeikis      | David Marshall        | agent van A.D.D.                |
| Will Arnett         | Lex Drennan           |                                 |
| Jane Lynch          | Lisa Gadman           | Fish' zus                       |
| Lonny Ross          | Timmy Sticks          | huidige drummer van Vesuvius    |
| Bradley Cooper      | Trash Grice           |                                 |
| Pete Best           | man bij bushalte      |                                 |
| Jane Krakowski      | Rennett               | Fish' ex-vriendin               |
| Aziz Ansari         | Aziz                  |                                 |

## Productie
De film is grotendeels opgenomen in Canada.
De nummers die A.D.D. in de film speelt, zijn merendeels geschreven en uitgevoerd door Chad Fischer van de band Lazlo Bane, met zang van Teddy Geiger. De nummers van Vesuvius werden uitgevoerd door alle leden van Lazlo Bane, met Keith England als zanger.
Het verhaal van een drummer die in een vroeg stadium uit een later succesvolle band wordt gezet, is een verwijzing naar Pete Best, die in 1962 The Beatles moest verlaten. Best heeft een cameo in deze film.